# Zorn – Wo kein Licht
Zorn – Wo kein Licht ist der dritte Film aus der deutschen Krimireihe Zorn. Er geht zurück auf einen Kriminalroman aus der Zorn-Reihe des Autors Stephan Ludwig. Regie führte diesmal Christoph Schnee. Stephan Luca ist in der Titelrolle als Kriminalhauptkommissar Claudius Zorn zu sehen, Axel Ranisch als dessen engster Mitarbeiter Schröder. Alice Dwyer  ist wiederum als Staatsanwältin Frieda Borck besetzt und Katharina Nesytowa als Zorns Freundin Malina. Die Haupt-Gastrollen übernahmen Tonio Arango, Barnaby Metschurat, Paul Faßnacht, Hans Klima, Monika Lennartz und Christian Grashof.

## Haupthandlung
Am Ufer der Saale wird ein Mann gefunden. Es handelt sich um den Staatsanwalt Meinolf Grünbein, der sich in den Kopf geschossen hat. Die Nachrichten auf seinem Anrufbeantworter lassen erahnen, dass er völlig neben sich stand und in den Selbstmord getrieben wurde. „Lauf ruhig, mein Freund, los, lauf, lauf schneller … Mehr bleibt dir nicht mehr übrig. Egal, wo du dich versteckst, ich krieg dich trotzdem.“
Schröder erzählt seinem Kollegen Kriminalhauptkommissar Zorn, dass die Staatsanwältin Frieda Borck mit Jan Czernyk zusammen sei, einem Sonderermittler beim LKA, der in Berlin quasi im Alleingang einen Menschenhändlerring aufgedeckt habe. Nun sei er bei der internen Revision. Warum er nun hier in Halle sei, wisse keiner so genau. Zorn glaubt, dass Czernyk seinetwegen da sei und ihm auf die Finger schauen soll.
Schröder wird von einer Limousine angefahren, die direkt auf ihn zugerast ist. Wie sich später herausstellt, handelt es sich bei dem Fahrer des Wagens um den Rechtsanwalt Kai Wiesnegg. Wegen einer Gehirnerschütterung muss Schröder sich schonen, was Zorn so gar nicht in den Kram passt. Seine Sorge um den Kollegen ist jedoch offensichtlich, was ihn aber nicht daran hindert, ihm reichlich Akten zum Durcharbeiten anzuschleppen. Schröder findet heraus, dass es eine Verbindung zwischen dem Unfall und dem Selbstmord geben könnte. Vor einem halben Jahr gab es ein Verfahren am Oberlandesgericht, in dem es um Steuerhinterziehung ging. Grünbein war als Staatsanwalt der Anklagevertreter. Angeklagt war ein Finanzmakler namens Elias de Koop. Dessen Verteidiger war Kai Wiesnegg, der Unfallfahrer. Zorn sucht de Koop auf, der laut Schröder alleinstehend, vermögend und ein angesehener Bürger sein soll. Dass zwei Juristen innerhalb kürzester Zeit durchdrehen würden, sei doch seltsam, versucht Zorn de Koop aus der Reserve zu locken. Schröder meint später zu Zorn, da fehle doch noch einer, der Richter. Seine Nachforschungen ergeben, dass der Richter Bernhard Laurink seit drei Tagen verschwunden ist. Von einem Spaziergang ist er nicht zurückgekehrt. Als Zorn frühmorgens in sein Büro zurückkehrt, erlebt er eine unangenehme Überraschung. Der tote Wiesnegg sitzt dort auf seinem Schreibtischstuhl. Der Mann ist an einem Schädelbruch gestorben. 
Borck stößt mehr zufällig darauf, dass Czernyk gar nicht mehr im Dienst ist. Als sie ihn zur Rede stellt, gibt er zu, dass er ein inoperables Glaukom habe und in einigen Wochen blind sein werde. Zuvor habe er aber noch einen Fall zu lösen. Borck meint, was er da mache, sei strafbar und Amtsanmaßung. Czernyk küsst sie, sagt ihr, dass er sie liebt, und wendet sich zum Gehen.
Schröder spricht mit de Koop, um seine Sicht der Dinge in Bezug auf die verhandelte Steuerhinterziehung zu erfahren. De Koop meint, vordergründig sei es um Mietobjekte mit einer wechselvollen Geschichte gegangen. Ja, um Bordelle, er habe davon selbstverständlich keine Ahnung gehabt und die Häuser als ganz normale Mietobjekte erstanden. Ein etwas übereifriger Staatsdiener habe Wahnvorstellungen in Bezug auf seine Person entwickelt, er habe Anschuldigungen erhoben von Verschleppung bis hin zu Mord. Das sei natürlich alles reine Phantasie gewesen. Der Name des Beamten, den er nie vergessen werde, sei Jan Czernyk. 
Nur wenig später bringt Czernyk auch de Koop in seine Gewalt und sperrt ihn ebenso, wie den dort bereits befindlichen Richter Laurink, im Solbad ein. Dieser meint an de Koop gewandt, er habe ihn in diese Situation gebracht und ihn zu einem anderen Menschen gemacht. Sarkastisch erwidert de Koop, das sei doch wohl eher seine Gier gewesen. Auch Zorn wird von Czernyk überrumpelt und ins Solbad gebracht. Er benötige seine Hilfe, erzählt er dem wieder zu sich kommenden Kommissar, den er gleichzeitig mit seiner Waffe bedroht. Er sei zwar ein fauler Bulle, aber nicht korrumpierbar, da sei er sich ziemlich sicher, meint er und bindet Zorn mit einem Kabelbinder an einem Rohr fest. Plötzlich erscheint der Lampenmann, ein alter bärenstarker Mann mit dem Gemüt eines Kindes und ein Unikat, der durch die Straßen Halles zieht und Zorn zu seinem Freund erklärt hat. Er hat zwar ein Messer und könnte den Kommissar losmachen, zögert aber offensichtlich verwirrt. Czernyk erscheint mit dem Richter und de Koop, klappt seinen Laptop auf und verkündet, dies sei eine Verhandlung, die mit einem Urteil enden werde. An Zorn gewandt, er werde bezeugen, was er gehört habe. Den Richter klagt er der Bestechlichkeit im Amt an. Laurink meint, er gebe alles zu. Elias de Koop soll sich schuldig bekennen der Bestechung von Amtspersonen und der Manipulation von Beweismitteln, ferner des Mordes in mindestens zwölf Fällen. Czernyk zählt die einzelnen Fälle detailliert auf. Er habe die Beweise bei einem Einstieg in de Koops Villa von dessen Homevideos auf einem USB-Stick gesichert und an den Staatsanwalt weitergeleitet. Der habe sie gemeinschaftlich mit dem Richter verschwinden lassen. Völlig überraschend ändert sich die Situation, als der Lampenmann hinter Czernyk tritt und ihn auf Befehl von de Koop umklammert, gleichzeitig stößt de Koop dem Richter eine aufgesammelte Scherbe tief in den Oberschenkel, löst seine Fessel und hebt Czernyks Waffe auf. Nun werde die Verhandlung nach seinen Regeln fortgesetzt, meint er süffisant. Auf Zorns Hinweis, dass der Richter verbluten werde, meint er nur, ja, das wolle man doch hoffen. Sie alle würden sterben, erläutert er und erzählt, was er sich ausgedacht habe. Auf de Koops Zuruf hin, fängt der Lampenmann an, Czernyk zu würgen. Zorn befiehlt ihm, damit aufzuhören und versucht mehrfach verzweifelt, den Lampenmann umzustimmen. Als er dann tatsächlich loslässt, schießt de Koop Czernyk ins Herz.
Borck, die Schröder vom Solbad erzählt hat und davon, dass sich Czernyk auffällig dafür interessiert habe, ist mit Schröder unterwegs dorthin, da er meint, dass könne passen. In dem Moment als de Koop seine Waffe hebt und auf Zorn zielt, fällt ein Schuss und tötet ihn selbst. Schröder hat ihn abgefeuert und so Zorns Leben gerettet. Zwei Tote werden abtransportiert, während de Koop ins Krankenhaus eingeliefert wird, er liegt im Koma.

### Nebenhandlung
Zorn tut sich schwer in seiner Beziehung zu Malina, da er glaubt, sie habe etwas mit dem bei ihr wohnenden Hermann. Dieser weist ihn später darauf hin, dass er an Frauen nicht interessiert und Malina nur eine alte und sehr gute Freundin von ihm sei.
Schröders 73-jähriger Vater leidet an Demenz, die sich zunehmend verschlimmert. Er hält Zorn für seinen toten Sohn Rüdiger und Zorn spielt dieses Spiel Schröder zuliebe mit und lässt sich sogar ohrfeigen. Während Schröder im Solbad ist, hat sein Vater eine Gasexplosion ausgelöst und liegt nun im Krankenhaus, sein Zustand ist kritisch. Schröder erzählt Zorn, wäre er nur ein paar Minuten später gekommen, wäre das ganze Haus in die Luft geflogen. Und dann verkündet er Zorn, dass er ihn allein lassen müsse, es ginge nicht anders. Die Nachricht setzt Zorn schwer zu. Als er das Holzkreuz zur Hand nimmt, das der Lampenmann ihm geschenkt hat, und einen Flügel abbricht, stößt er auf den USB-Stick. 
Hermann wird mit durchschnittener Kehle gefunden, Zorn hatte dem Lampenmann gegenüber bejaht, dass Hermann sein Widersacher sei. Als man ihn im Polizeiauto abtransportierte, machte er eine Schnitt-Handbewegung über seine Kehle in Richtung Zorns.

## Produktion

### Dreharbeiten, Produktionsnotizen
Wo kein Licht wurde vom 24. Februar bis zum 26. März 2015 an Schauplätzen in Halle (Saale) (unter anderen an der Genzmer-Brücke und in der Forsterstraße) und Umgebung gedreht. Die Redaktion des Films für den MDR lag bei Jana Brandt und Stephanie Dörner, für die ARD Degeto bei Katja Kirchen.

## Rezeption

### Veröffentlichung, Einschaltquoten
Vorgestellt wurde der Film am 10. September 2015 in der Luisenstraße in Berlin-Mitte. Am 5. November 2015 wurde er erstmals im Programm der ARD Das Erste ausgestrahlt und von 3,81 Millionen Zuschauern eingeschaltet bei einem Marktanteil von 12 Prozent. Bei seiner Wiederholung im Jahr 2017 konnte er noch 2,79 Millionen Zuschauer verbuchen, der Marktanteil lag bei 11,6 Prozent.

### Kritik
Die Kritiker der Fernsehzeitschrift TV Spielfilm gaben dem Film für Humor, Action und Spannung je einen von drei möglichen Punkten und meinten, „einen fauleren Typen als diesen Zorn“ habe „die Fernsehkrimiwelt noch nicht gesehen – nettes Unikum“. Das Fazit lautete dann auch: „Die Kommissare Fleiß und Faulheit erheitern.“
Rainer Tittelbach gab dem Film auf seiner Seite tittelbach.tv 4,5 von 6 möglichen Sternen und meinte, „Stephan Luca“ sei „in seiner Rolle angekommen und Axel Ranisch“ wirke „so fest verankert in ihr, dass man eine große Nähe zwischen ihm und seiner Rolle annehmen“ dürfe. Weiter schrieb der Kritiker: „In der zweiten Hälfte wird es düster; es geht ins schwarze Loch der menschlichen Seele. Das entspricht dem hermetischen Look dieser Reihe, die es schafft, abseits vom TV-Realismus eine eigene Krimifarbe zu kreieren.“ Der Fall entwickle sich „langsam, aber keineswegs uninteressant“. Dieser Krimi schaffe es, „trotz der vermeintlichen Coolness und sprachlosen Distanz zwischen Zorn und seinen Frauen […] eine Gefühlsnote ins Spiel zu bringen, die nichts falsch Menschelndes“ besitze. „Verantwortlich für diese ganz besondere Tonlage der Reihe“ sei „die Figur Schröder und sein Darsteller Axel Ranisch“. „Keine Witzfigur, keine Karikatur, sondern ein Typ, wie er fürs Primetime-TV untypisch“ sei „mit seiner entwaffnend direkten Freundlichkeit und Verbindlichkeit, auch weil man hier eine Nähe zwischen Schauspieler und Rolle annimmt, die gleichfalls untypisch ist“. Der 15-minütige Höhepunkt zum Ende des Films sei „intensiv und hoch spannend“. Ein „hermetischer Raum“ – das passe „zu Zorn, dieser Krimi-Reihe, die in ihren Bildern nicht den Alltag, das pralle Leben, die Realität auf den Straßen“ suche, „sondern die Schicksale einzelner Menschen, die in Häusern oder leeren Räumen geeignete Projektionsflächen für ihre kränkelnden Seelen“ fänden. Auch der dritte Film sei „immer noch ungewöhnlich genug, um mehr von dem ‚unlustigen‘ Bullen und vom liebenswerten Problemfall Schröder erfahren zu wollen“.
Tilmann P. Gangloff bewertete den Film für evangelisch.de und stellte fest, „die nach der Hauptfigur benannte düstere ARD-Krimireihe mit dem arbeitsscheuen Kommissar Claudius Zorn aus Halle an der Saale“ habe „die Auswechslung des Hauptdarstellers ebenso gut überstanden wie die  Umbesetzung auf dem Regiestuhl“. […] Davon abgesehen sei „die Geschichte jedoch noch grausamer, was Reihenautor Stephan Ludwig, der seinen Roman erneut selbst adaptiert“ habe, „jedoch perfiderweise lange“ verberge. […] Zur Mitwirkung von Barnaby Metschurat schrieb der Kritiker, er sei „ein würdiger Gegenspieler für Luca, zumal der wortkarge Czernyk der denkbar größte Kontrast zu Zorn“ sei. „Auch wenn die Handlung zu Beginn längst nicht so spektakulär“ sei „wie die beiden anderen Geschichten: Spannend“ sei „‚Wo kein Licht‘ dennoch, wenn auch zunächst nicht vordergründig“. Das ändere sich jedoch „zum spannenden Finale, das buchstäblich mit dem Hauch des Todes“ ende. Bis zum Finale lebe der Film „nicht zuletzt vom Zusammenspiel der beiden Hauptfiguren“: Zorn sei „nach wie vor einer der ungewöhnlichsten Kommissare im deutschen Fernsehen, und der im ersten Film als lustiger Dicker vom Dienst eingeführte Schröder“ habe „als Figur deutlich mehr Umfang bekommen“; und damit sei „nicht nur der Umstand gemeint, dass er fünfzig Kilo früher offenbar ein heißer Feger war“. Auf „reizvolle Weise rästelhaft“ sei auch „die Rolle für Paul Fassnacht als obdachloser ‚Lampenmann‘“. […] „Für ein ästhetisches Erlebnis“ sorge auch Kameramann Diethard Prengel, der die Räumlichkeiten eines stillgelegten Salzbades im Finale „in ein faszinierendes, fast jenseitiges Licht getaucht“ habe.
Der Filmdienst bescheinigte dem Film: „Inhaltlich solider, formal durchaus ambitionierter (Fernsehserien-)Krimi nach der ‚Zorn‘-Reihe von Stephan Ludwig. Der dritte Teil der Reihe überzeugt auch darstellerisch mehr als die früheren Filme. – Ab 14.“
Sidney Schering befasste sich für Quotenmeter.de mit dem Film und war der Ansicht, „erst die etwa 15-minütige Zielgerade“ bringe „das Geschehen zum Kochen“. Regisseur und Kameramann hüllten das „packend strukturierte Finale in gelblich-dunkle Bilder, die nichts mit dem gedrosselten Schmunzelkrimi zu tun“ hätten, „den Zorn noch zuvor dargestellt“ habe. Fazit: „‚Zorn – Wo kein Licht‘ braucht sehr, sehr lange, um an Fahrt aufzunehmen. Bis dahin stimmt die Chemie zwischen den Hauptdarstellern, doch die Gags sitzen noch immer so schwach wie in den ersten beiden Teilen der Reihe.“